# Coulmiers
Coulmiers é uma comuna francesa na região administrativa do Centro, no departamento Loiret. Estende-se por uma área de 14,41 km². Em 2010 a comuna tinha 553 habitantes (densidade: 38,4 hab./km²).